# 서해삼육고등학교
서해삼육고등학교(西海三育高等學校)는 대한민국 충청남도 홍성군 광천읍 광천리에 있는 사립 고등학교이다.

## 학교 연혁
- 1954년 9월 1일 : 광천 삼육학교 개교, 손재린 교장 취임(초대)
- 1955년 1월 10일 : 광천삼육 고등공민학교 인가
- 1955년 4월 22일 : 광천삼육 고등공민학교 개교
- 1956년 12월 20일 : 제1회 졸업식
- 1963년 2월 9일 : 광천삼육중학교 인가
- 1963년 12월 12일 : 광천삼육실업고등학교 인가
- 1967년 2월 8일 : 고등학교 제1회 졸업식
- 1972년 7월 27일 : 광천삼육종합고등학교로 교명 변경
- 1986년 9월 2일 : 광천삼육고등학교로 교명 변경
- 1991년 3월 5일 : 고등학교 직업과정(자동차반, 정보처리반) 운영
- 1995년 4월 6일 : 기숙사 신축(다니엘관) 준공
- 1995년 11월 13일 : 본관 교사 준공
- 1996년 8월 19일 : 서해삼육고등학교로 교명 변경
- 1997년 4월 12일 : 본교 교사 증축(1,404평)
- 1997년 8월 21일 : 서해삼육중학교로 교명 변경
- 2000년 8월 30일 : 강당 겸 체육관(한빛관) 준공
- 2003년 7월 1일 : 여기숙사(에스더관) 준공(345평)
- 2007년 9월 3일 : 홍성 외국어아카데미 개원
- 2009년 12월 9일 : 고등학교 자율학교 지정
- 2010년 2월 10일 : 교과교실 증축(4실)
- 2019년 9월 1일 : 제23대 조영욱 교장 취임
- 2021년 3월 1일 : 본관 외벽 전면 교체, 체육관 내부, 남, 여 기숙사 전면 리모델링
- 2021년 3월 1일 : 충남교육 혁신학교 및 고교학점제 선도학교 선정
- 2023년 9월 1일 : 제24대 김숙이 교장 취임
- 2023년 12월 28일 : 중학교 제59회 32명 졸업(누계 2,221명)
- 2023년 12월 28일 : 고등학교 제58회 55명 졸업(누계 5,203명)

## 참고 자료
- 서해삼육고등학교 - 한국교육학술정보원 학교알리미